# Девід Легванд
Девід Легванд (англ. David Legwand; 17 серпня 1980, м. Детройт, США) — американський хокеїст, центральний нападник.
Виступав за «Плімут Вейлерс» (ОХЛ), «Нашвілл Предаторс», ХК «Базель», «Мілвокі Адміралс» (АХЛ).
В чемпіонатах НХЛ — 827 матчів (183+304), у турнірах Кубка Стенлі — 37 матчів (10+12). В чемпіонатах Швейцарії — 3 матчі (6+2).
У складі національної збірної США учасник чемпіонатів світу 1999, 2000, 2001 і 2005 (28 матчів, 3+8). У складі молодіжної збірної США учасник чемпіонату світу 1999.